# Eugenia rendlei
Eugenia rendlei là một loài thực vật thuộc họ Myrtaceae. Đây là loài đặc hữu của Jamaica. Chúng hiện đang bị đe dọa vì mất môi trường sống.